# Kometarna galaktika
Kometarna galaktika (eng. cometary galaxy) je radiogalaktika, što znači da je to aktivna galaktika čiji prostrani mlaz ili mlazovi zaostaju u međugalaktičkom sredstvu, a dok se galaktičko središte brzo giba.

## Vanjske poveznice
- Hubble Spies Cometary Galaxy NGC 4861